# Denderleeuw
Denderleeuw ist eine Gemeinde in der Denderstreek (am Fluss Dender) in der flämischen Provinz Ostflandern in Belgien mit 21.056 Einwohnern (Stand 1. Januar 2024).
Sie besteht aus dem Hauptort und den beiden Ortsteilen Iddergem und Welle.

## Geschichte
Von karolingischer Zeit bis zum 11. Jahrhundert lag das Gebiet von Denderleeuw im Brabantgau. Im elften Jahrhundert eroberte der Graf von Flandern das ganze Gebiet des Herzogtums Brabant zwischen der Schelde und der Dender sowie auch Liedekerke östlich der Dender. Die Herzöge von Brabant hatten als Herzöge von Lothringen theoretisch das Oberlehnsrecht über das Gebiet. Trotzdem kämpfte der Herr von Gavere und Liedekerke-Denderleeuw 1288 an der Seite des Herzogs Johann I. bei Woeringen. Die Burg der Herren von Liedekerke-Denderleeuw stand am östlichen Ufer der Dender.
Die Franzosen teilten am Ende des 18. Jahrhunderts Denderleeuw dem Departement der Schelde und Liedekerke dem Departement der Dyle zu. Das Scheldedepartement wurde 1815 zur Provinz Ostflandern, das Dyledepartement zur Provinz Südbrabant.

## Gemeindegliederung
Denderleeuw ist eine der dichtbevölkertsten Gemeinden Flanderns und besteht aus den Teilgemeinden Denderleeuw, Iddergem und Welle die 1977 zu Denderleeuw eingemeindet wurden und vorher selbständig waren. Welle und Denderleeuw sind in großem Maße miteinander verwachsen. Iddergem ist, obwohl auch in leichtem Maße mit Denderleeuw zusammengeschmolzen, stets ein separater Siedlungskern geblieben.

### Iddergem
Der Dorfname soll von einem Herrn Ider herrühren. Im 12. Jahrhundert war das Gebiet zusammen mit Teralfene und Erembodegem Besitz der Ritter von Erembodegem. Danach blieb Iddergem bis zum 17. Jahrhundert zusammen mit Welle persönlicher Besitz der Grafen von Flandern. 1649 wurde es an die Familie Vilain verkauft, die es bis zur Französischen Revolution besaß. Danach wurde es eine Gemeinde, den ersten Bürgermeister gab es 1800.

### Welle
Welle liegt direkt gen Nordwesten vom Zentrum Denderleeuws; der Siedlungskern Welles ist inzwischen mit ihm verwachsen. Auf einem fränkischen Begräbnisplatz bei Welle wurden Gegenstände gefunden, aus denen deutlich wird, dass der Platz auf jeden Fall schon durch die Franken bewohnt wurde. Die Ritter von Erembodegem hatten im 12. Jahrhundert Besitzungen in Welle. Zwischen dem 13. und 18. Jahrhundert bildete Welle zusammen mit Iddergem, Teralfene und Erembodegem eine „Vierschar“. Dieses niederländische Wort beschreibt einen Gerichtsplatz im Freien (oft bei der Dorflinde), auf dem vier Bänke im Viereck aufgestellt waren. Auf diesen saßen bei Gerichtsverhandlungen die Schöffen und Richter und urteilten über den in der Mitte der vier Bänke stehenden Angeklagten.

## Sehenswürdigkeiten
- Die gotische Amanduskirche

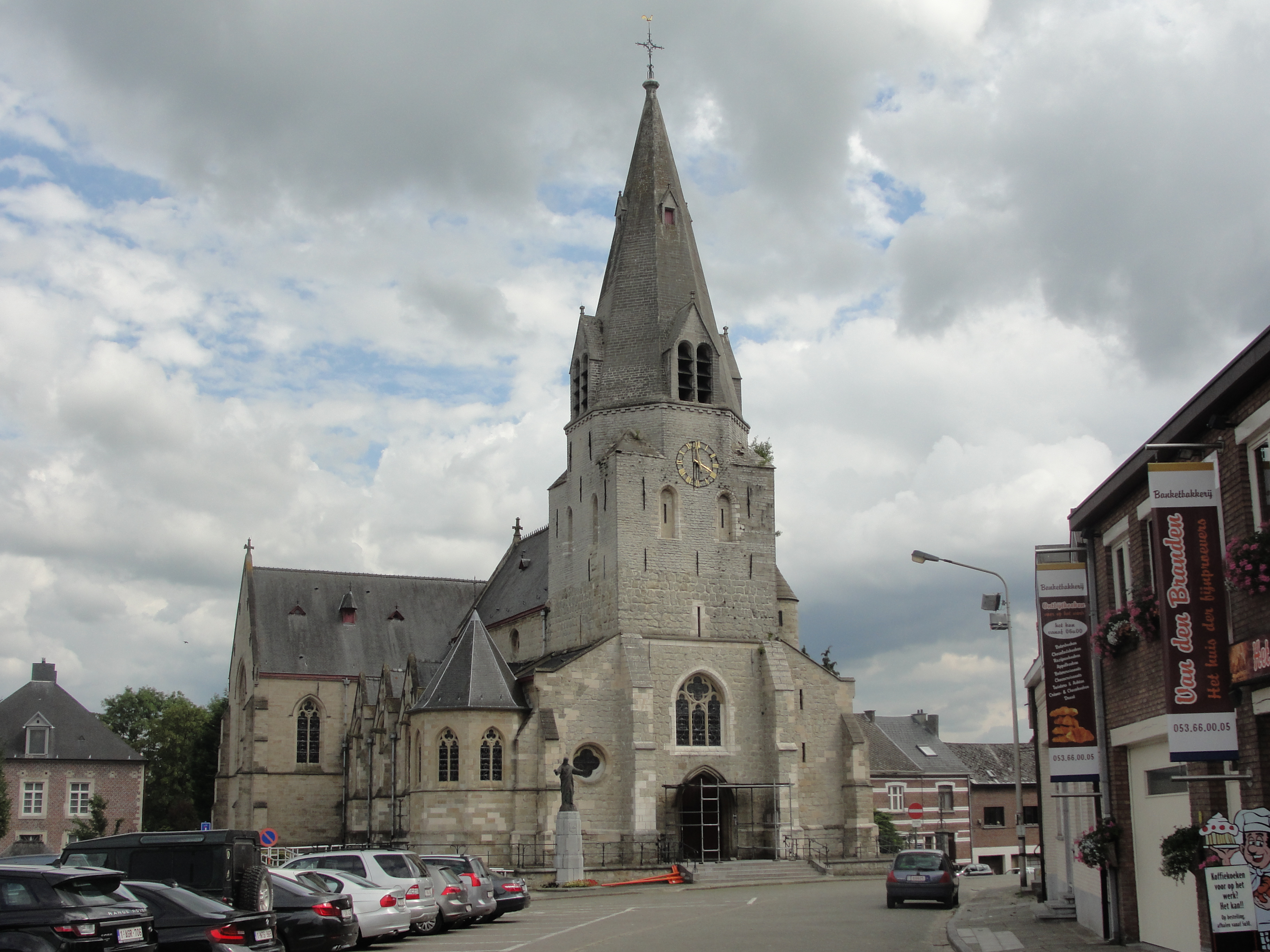
Sint-Amanduskerk, Denderleeuw

- Das Pfarrhaus von 1783: Das denkmalgeschützte Gebäude wurde mit den Steinen des Vorgängerbaus am gleichen Platz errichtet. Sie besitzt einen ummauerten Garten, der bis an das Denderufer reicht. Seit 1280 (bis zur frz. Revolution) unterstand die Gemeinde dem norbertiner Stift Dielegem (in der Nähe von Jette). Heutiger Vorsteher ist Serge De Cauwer.
- Das Schlösschen Van Roy (um 1900)
- Der moderne Regionalbahnhof Denderleeuw von 1964, wichtiger Eisenbahnknoten der Strecke Gent-Aalst-Brüssel und Kortrijk-Brüssel.
- Das Naturschutzgebiet Wellemeersen

## Events
- Heißluftballon-Event „Denderleeuw fliegt“ (ndl. „Denderleeuw Vliegt“)

## Sport
Durch Fusion entstand im Sommer 2005 der FCV Dender EH. Der Verein startete in der Dritten Division, wie seinerzeit die dritthöchste Spielklasse genannt wurde, und stieg bis zur Saison 2007/08 in die Erste Division auf. Nach zwei Spielzeiten erfolgte wieder ein Abstieg. Seit der Saison 2012/13 spielte der Verein wieder in der Dritten Division; zur Saison 2016/17 in die 1. Division Amateure umbenannt. Zur Saison 2022/23 stieg der Verein in die Division 1B auf. Seine Heimspiele bestreitet er im Florent Beeckmanstadion, das 8.157 Zuschauern einen Platz bietet.

## Verkehr
Aalst liegt 6 km nordwestlich, Dendermonde 16 km nördlich und Brüssel etwa 22 km südwestlich.
Die nächsten Autobahnabfahrten befinden sich bei Affligem und Aalst an der A10/E 40. 

Der Ort besitzt einen Regionalbahnhof an den Bahnlinien Gent – Aalst – Denderleeuw – Brüssel sowie Kortrijk – Oudenaarde – Denderleeuw und Geraardsbergen – Denderleeuw – Aalst.

## Partnerschaft
Partnerstadt von Denderleeuw ist Rupea in Siebenbürgen (Rumänien).

## In Denderleeuw geboren
- Lize Marke (* 1936), Sängerin
- Etienne Schouppe (* 1942), Politiker
- Siebe Van der Heyden (* 1998), Fußballspieler
- Mentissa (* 1999), Sängerin

## Nachweise
1. ↑  Jumelagecomité Denderleeuw. Jumelagecomité Denderleeuw, abgerufen am 8. September 2023.